# 28400 Morgansinko
28400 Morgansinko è un asteroide della fascia principale. Scoperto nel 1999, presenta un'orbita caratterizzata da un semiasse maggiore pari a 2,9620202 UA e da un'eccentricità di 0,1949648, inclinata di 1,49162° rispetto all'eclittica.